# Rhododendron takeuchii
Rhododendron takeuchii är en ljungväxtart som beskrevs av Graham Charles George Argent. Rhododendron takeuchii ingår i släktet rododendron, och familjen ljungväxter. Inga underarter finns listade i Catalogue of Life.